# NGC 5724
NGC 5724 is een compact sterrenstelsel in het sterrenbeeld Ossenhoeder. Het hemelobject werd op 16 april 1855 ontdekt door de Ierse astronoom William Parsons.

## Synoniemen
- MCG 8-27-16
- PGC 52360